# Ixodes fossulatus
Ixodes fossulatus este o specie de căpușe din genul Ixodes, familia Ixodidae, descrisă de Neumann în anul 1899.
Este endemică în Ecuador. Conform Catalogue of Life specia Ixodes fossulatus nu are subspecii cunoscute.